# Slægten (film fra 1978)
 For alternative betydninger, se Slægten. (Se også artikler, som begynder med Slægten)
Slægten er en dansk film fra 1978.
- Manuskript Anders Refn og Flemming Quist Møller efter en roman af Gustav Wied.
- Instruktion Anders Refn.

Blandt de medvirkende kan nævnes:
- Jens Okking
- Helle Hertz
- Stine Bierlich
- Bodil Udsen
- Poul Reichhardt
- Birgit Sadolin
- Masja Dessau
- Anne Marie Helger
- Ulla Lock
- Claus Strandberg
- Allan Olsen
- Elin Reimer
- Judy Gringer
- Folmer Rubæk
- Troels II Munk
- Bendt Rothe
- Jørn Fauerschou
- Inger Stender
- Else Marie Hansen